# Льюїс Керрол
Лью́їс Ке́ррол (англ. Lewis Carroll, справжнє ім'я Чарльз Ла́твідж (Лю́твідж) До́джсон, Charles Lutwidge Dodgson; 1832 — 1898) — англійський письменник, математик, філософ, логік, англіканський клірик (священник, теолог) і фотограф.
Найвідоміші літературні твори Керролла: «Пригоди Аліси у Дивокраї» (Alice's Adventures in Wonderland) і продовження «Аліса в задзеркаллі» (Through the Looking-Glass), а також поеми «Полювання на Снарка» (The Hunting of the Snark) і «Бурмоковт» (Jabberwocky: Jabber — балаканина, wacky — ідіотський, божевільний).
Легкість у грі слів, логіці й фантазії задовольняють широку читацьку аудиторію, починаючи від дітей, закінчуючи літературною елітою. Разом з тим, його твори глибоко пов'язалися з сучасною культурою: вони прямо вплинули на творчість багатьох митців — утворилися спільноти, присвячені отриманню естетичного задоволення, сприянню поширення творів і дослідженню життя автора в багатьох країнах світу, зокрема в Північній Америці, Японії, Великій Британії та Новій Зеландії.
У біографії Керрола є багато запитань, унаслідок чого виник термін «Міф Керрола».

## Біографія
Народився у графстві Чешир.
Сім'я Доджсонів мала переважно північноанглійські корені з певними ірландськими зв'язками. Консервативні та прихильники Високої Церкви — напряму в англіканській церкві, яка тяжіла до католицизму (High Church Anglican), більшість предків Доджсонів були армійськими офіцерами або клериками англіканської церкви. Прадід Керрола, якого також звали Чарльз Доджсон, пройшов усі церковні ранги і став єпископом; дід, ще один Чарльз, був армійським капітаном і загинув у бойових діях 1803 року, коли двоє його синів були ще майже дітьми.
Старший із цих синів — черговий Чарльз — був батьком Керрола: він повернувся до іншого сімейного покликання і прийняв священничий сан. Учився в Школі Раґбі (Раґбі-Скул, англ. Rugby School), а потім в оксфордській Церкві Христа (Christ Church, Oxford); був математично обдарований і двічі виборов першу вчену ступінь, що відкривало шлях до блискучої академічної кар'єри. Замість цього він одружився з двоюрідною сестрою в 1827 році — і відійшов у невідомість, ставши сільським священником.
Батько юного Чарльза був активним і вельми консервативним клериком англіканської церкви, який часом вдавався до напружених релігійних диспутів, що розділяли англіканську церкву. Будучи членом Високої Церкви, схильної до Англо-католицизму, шанувальником кардинала Ньюмена і Тракторіанського руху, він вважав за найкраще прищеплювати такі погляди своїм дітям. Проте юний Чарльз виявляв сумніви щодо релігійних цінностей батька і англіканської церкви загалом.
Одна людина — дві особистості
Сама собою склалася звичка говорити про цього письменника як про двох зовсім різних людей. Перший, Чарлз Лутвідж Доджсон, — солідний професор математики, занурений у формули та цифри, нудний і прискіпливий викладач, похмурий і відлюдькуватий джентльмен, який не терпів втручань у своє особисте життя й ретельно дотримувався встановленого розпорядку дня, автор наукових праць.
Другий, Льюїс Керрол, — фантазер і дотепний жартівник, невтомний винахідник розваг і розіграшів, завзятий театрал, майстер фотографії, кращий друг дітей, автор чудернацьких казок, що уславили його як «короля нісенітниць».
Як співіснували ці дві протилежні особистості в одній людині, так і залишилося загадкою.

### Юність
Юний Доджсон народився в домі сільського священика в селі Дерсбері (Daresbury) поблизу Ворінгтона, графство Чешир. Він був найстаршим хлопчиком, але третьою дитиною від шлюбу, якому було чотири з половиною роки. Після Чарльза народилося ще восьмеро дітей, рідкісно для того часу, всі діти — семеро дівчат і четверо хлопців (включаючи Едвіна Доджсона) дожили до зрілого віку. Коли Чарльзу виповнилося 11 років, батько переїхав у Крофт-на-Тіз (Croft-on-Tees) у північному Йоркширі, і вся родина переїхала в просторий дім парафіяльного священника. Вони жили в цьому домі наступні 25 років.
Освіту юний Доджсон почав у домашніх умовах. Його «читацький щоденник», який зберігався в сім'ї, свідчить про не за роками розвинутий інтелект: у семирічному віці дитина прочитала алегоричну новелу «Мандрівку пілігрима» (The Pilgrim's Progress) Джона Баньяна. Він також страждав від заїкуватості — вона була притаманна також його братам і сестрам — яка багато разів впливала на його соціальні стосунки протягом життя. У дванадцять років його відправили в невелику приватну школу біля Річмонду, де йому трапилося бути щасливим і врівноваженим. Але в 1845 році Чарльз переходить до Рагбі-Скул. «Відтоді як я прийшов у Рагбі, я не мав учня його віку, який подавав би такі надії», — відзначав учитель математики Р. Б. Мейджор.

### Оксфорд
Доджсон залишив Рагбі наприкінці 1849 року і після перерви, причини якої залишились нез'ясованими, продовжив навчання, вступивши в січні 1851 року в Оксфорд, де став студентом старого батькового коледжу — Церкви Христа. Він пробув в Оксфорді лише два дні, коли отримав виклик додому. Його мати померла від «запалення мозку» — можливо, менінгіту чи інсульту — у віці 47 років.
Його рання академічна кар'єра роздиралась між подаванням величезних надій і непереборним відволіканням від навчання. Доджсон не завжди міг багато працювати, але він був виключно обдарованим і досягнення легко приходили до нього. Отримавши першість у публічному екзамені на ступінь бакалавра в 1852 році, він незабаром був номінований на студентську стипендію старим другом його батька каноніком Едвардом П'юзі.
Однією з вимог до роботи Льюїса Керролла була безшлюбність, целібат (умова поширювалась на деяких викладачів Оксфорда), і він вірив, що секс суперечив Божій волі.

### Походження псевдоніма
Всесвітньо відомий псевдонім професора математики Доджсона було утворено такою вподобаною письменником грою слів. А саме, англійське Charles Lutwidge спочатку було задаптовано до латини. Після цього отримане ім'я Carolus Ludovicus Доджсон переклав англійською і переставив слова місцями, явивши світу Lewis Carroll — Льюїса Керрола.
- Захоплення.  Улюбленим захопленням Доджсон віддавався з пристрастю, нечуваною для «застебнутого на всі гудзики» професора. Саме так він ставився до театру і до мистецтва фотографії, у якому досяг неабиякої майстерності — став одним з найкращих фотографів-аматорів свого часу. А ще захоплювався вигадуванням різноманітних ігор - математичних, логічних, мовних. Але найпліднішим виявилося захоплення літературою. Адже саме завдяки ньому з’явилися дивовижні, найзагадковіші у світі казки про пригоди дівчинки Аліси в Країні Див і в Задзеркаллі. Ці твори увібрали все розмаїття талантів і вподобань письменника, щедро обдарованого природою. В них втілилася і любов до світу дитинства, і багата уява, і пристрасть до фокусів, і досвід фотографа, і знання з математики... В історіях про Алісу поєдналися філософія, казка, гумор, гра та фантастика.
- ТВОРИ
- Історія створення казок про Алісу. 4 липня 1862 року Керрол разом зі своїм другом і трьома сестрами Лідделл, доньками віцеканцлера Оксфордського університету (Лорін було 13 років, Алісі — 10 років, Едіт — 8 років), вирушили на човні прогулятися Темзою. Під час подорожі Аліса попросила Керрола розповісти їм казку. Він розповів, а коли прощалися, Аліса сказала: "Містер Доджсон, як би мені хотілося, аби ви записали для мене пригоди Аліси". Згодом Керрол розповідав, що «просидів цілу ніч, записуючи в зошиті всі дурниці, які запам’яталися». Перший примірник казки автор переписав для Аліси Лідделл від руки і прикрасив 37-ма власними малюнками. Казку Алісі було вручено в листопаді 1864 року, а всі інші читачі змогли її прочитати тільки в 1865 році, коли книжка вийшла друком з малюнками відомого англійського художника Джона Тенніела. Читачі казку прийняли із захопленням. А в 1871 році Керрол написав її продовження — «Аліса в Задзеркаллі», на яку його надихнула інша дівчинка — Аліса Теодора Рейкс. На Льюїса Керрола знову очікував величезний успіх. A Tangled Tale
- Alice's Adventures in Wonderland — «Пригоди Аліси у Дивокраї» («Аліса в Країні чудес»)
- An Elementary Treatise on Determinants, With Their Application to Simultaneous Linear Equations and Algebraic Equations
- Euclid and his Modern Rivals (1879)
- Facts
- He thought he saw an elephant
- Rhyme? And Reason? (Phantasmagoria)
- Pillow Problems
- Sylvie and Bruno
- Sylvie and Bruno Concluded
- Symbolic Logic Part I
- Symbolic Logic Part II
- The Game of Logic
- The Hunting of the Snark — Полювання на Снарка
- Three Sunsets and Other Poems
- Through the Looking-Glass, and What Alice Found There — «Аліса в Задзеркаллі»
- What the Tortoise Said to Achilles

Твори Льюїса Керролла «Аліса в Країні чудес» та «Аліса в Задзеркаллі» захоплюють не тільки читачів, а й науковців-неврологів, які на їхніх сторінках знаходять важливі дані про особливості роботи мозку. Менш вивченим залишається вплив творів на дослідження у психології, дослідники вивчають їх вплив на пам'ять, мову і свідомість. До того як технології дозволили заглибитися в робочі процеси людського мозку, письменник дав змогу зазирнути в його таємниці за допомогою грайливих інтелектуальних експериментів.

## Вшанування пам'яті
У місті Кривий Ріг вулицю Чижевського перейменували на вулицю Льюїса Керролла.